# Gastornis
A Gastornis, vagy régebbi tudományos nevén Diatryma a madarak (Aves) osztályának a Gastornithiformes rendjébe, ezen belül a Gastornithidae családjába tartozó fosszilis madárnem, mely a késő paleocén és az eocén idején élt.

## Rendszerezés
A nembe az alábbi fajok tartoztak:
- Gastornis parisiensis Hébert 1855 - típusfaj, késő paleocén - kora eocén, Európa középnyugati része, szinonimák: Gastornis edwardsii Lemoine, 1878; G. klaasseni Newton, 1885; G. pariensis
- Gastornis giganteus Cope 1876 - kora - ?közép eocén, Észak-Amerika középdéli része, szinonimák: Barornis regens Marsh, 1894; Diatryma gigantea Cope, 1876; D. steini Matthew & Granger, 1917; Omorhamphus storchii Sinclair, 1928; O. storchi Wetmore, 1931
- Gastornis ajax (Shufeldt, 1913) - késő paleocén, Wyoming állam, szinonimája: Diatryma ajax Shufeldt, 1913
- Gastornis russeli L.Martin, 1992 - késő paleocén, Franciaország, Berru
- Gastornis sarasini (Schaub, 1929) - kora - középső eocén, Európa középnyugati része, szinonimák: Diatryma geiselensis Fischer, 1978; D. sarasini Schaub, 1929

A Gastornis minort egyesek a Remiornis nembe helyezik. A Diatryma cotei rendszertani besorolása még vitatott, de valószínű, hogy a Gastornithiformes rendhez tartozik, de nem biztos, hogy a Gastornis nem tagja. A Diatryma filifera nem létező faj; tollaknak vélt szálak neve. A paleocénből (Németország) és az eocénből (USA) vannak olyan leíratlan maradványok, amelyek a Gastornishoz tartozhatnak.

## Leírása
A Gastornis fajok nagy testű, röpképtelen madarak voltak. Magasságuk 1,75-2 méter között volt és testtömegük 100 kilogramm is lehetett. Hatalmas csőréből korábban arra következtettek, hogy a madár vadász és/vagy dögevő volt, és hagyományosan így is ábrázolták. Újabb felfedezések szerint azonban kizárólag növényeket fogyasztott. Erre utal, hogy anatómiája nem felel meg a ragadozó életvitelnek (horgas csőr és hajlott karmok hiánya), s fosszíliáinak kalcium izotópos vizsgálata sem mutatta jelét húst tartalmazó étrendnek. Valószínűleg kemény növények, például diók feltörésére használta erőteljes csőrét.

## Lelőhelyek
Az első Gastornis-maradványt, a németországi Geiseltal lelőhelynél találták. A legjobban megmaradt Gastornis kövület Észak-Amerikából származik.